# Tir aux Jeux paralympiques
Le tir sportif est inclus au programme des Jeux paralympiques depuis les Jeux d'été de 1976. Les épreuves de para tir sont masculines, féminines et mixtes.